# Drymaplaneta variegata
Drymaplaneta variegata är en kackerlacksart som först beskrevs av Robert Walter Campbell Shelford 1909.  Drymaplaneta variegata ingår i släktet Drymaplaneta och familjen storkackerlackor. Inga underarter finns listade i Catalogue of Life.